# FINA UltraMarathon Swim Series 2018
De FINA UltraMarathon Swim Series 2018 ging van start op 4 februari 2018 in het Argenteinse Santa Fe en eindigde op 25 augustus 2018 in het Macedonische Meer van Ohrid. 

## Mannen

### Kalender
| Datum      | Plaats             | Afstand | Eerste             | Tijd       | Tweede            | Tijd       | Derde                | Tijd       |
| ---------- | ------------------ | ------- | ------------------ | ---------- | ----------------- | ---------- | -------------------- | ---------- |
| 04/02/2018 | Coronda - Santa Fe | 57 km   | Guillermo Bertola  | 7.32.18,09 | Edoardo Stochino  | 7.34.33,50 | Simone Ercoli        | 7.34.36,72 |
| 28/07/2018 | Lac St-Jean        | 32 km   | Edoardo Stochino   | 7.10.52,70 | Xavier Desharnais | 7.10.53,40 | Alexander Studzinski | 7.10.59,00 |
| 25/08/2018 | Meer van Ohrid     | 25 km   | Francesco Ghettini | 5.13.59,62 | Edoardo Stochino  | 5.14.10,72 | Andrea Bianchi       | 5.14.11,69 |

### Eindstand
| #  | Naam                 | Land            | Punten |
| -- | -------------------- | --------------- | ------ |
| 1  | Edoardo Stochino     | Italië          | 47     |
| 2  | Guillermo Bertola    | Argentinië      | 29     |
| 3  | Evgenij Pop Acev     | Noord-Macedonië | 44     |
| 4  | Alexander Studzinski | Duitsland       | 23     |
| 5  | Xavier Desharnais    | Canada          | 21     |
| 6  | Francesco Ghettini   | Italië          | 15     |
| 7  | Santiago Enderica    | Ecuador         | 12     |
| 7  | Aquiles Balaudo      | Argentinië      | 12     |
| 9  | Edouard Lehoux       | Frankrijk       | 11     |
| 10 | Joaquin Moreno       | Argentinië      | 10     |

## Vrouwen

### Kalender
| Datum      | Plaats             | Afstand | Eerste           | Tijd       | Tweede           | Tijd       | Derde        | Tijd       |
| ---------- | ------------------ | ------- | ---------------- | ---------- | ---------------- | ---------- | ------------ | ---------- |
| 04/02/2018 | Coronda - Santa Fe | 57 km   | Cecilia Biagioli | 7.33.47,70 | Barbara Pozzobon | 7.42.38,54 | Alice Franco | 7.44.33,48 |
| 28/07/2018 | Lac St-Jean        | 32 km   | Barbara Pozzobon | 7.35.20,60 | Morgane Dornic   | 7.35.39,80 | Pilar Geijo  | 7.55.22,00 |
| 25/08/2018 | Meer van Ohrid     | 25 km   | Barbara Pozzobon | 5.22.59,30 | Anna Olasz       | 5.23.03,18 | Alice Franco | 5.23.56,46 |

### Eindstand
| # | Naam             | Land       | Punten |
| - | ---------------- | ---------- | ------ |
| 1 | Barbara Pozzobon | Italië     | 51     |
| 2 | Alice Franco     | Italië     | 31     |
| 3 | Pilar Geijo      | Argentinië | 26     |
| 4 | Cecilia Biagioli | Argentinië | 22     |
| 5 | Morgane Dornic   | Frankrijk  | 19     |
| 6 | Daria Kulik      | Rusland    | 13     |